# 박경림 (농구 선수)
박경림(1998년 4월 1일 ~ )은 대한민국의 농구 선수이다. 현재 한국여자프로농구(WKBL) 부산 BNK 썸 소속이다. 포지션은 포인트 가드이다.

## 학력
- 연암중학교
- 화봉고등학교
- 수원대학교

## 경력

### 클럽
- 2020년~2022년 : 용인 삼성생명 블루밍스
- 2022년 ~ 현재 : 부산 BNK 썸